# Муса Ибраими
Муса Ибраими (на албански: Musa Ibraimi, на македонска литературна норма: Муса Ибраими) е политик от Северна Македония от албански произход.

## Биография
Роден е на 17 юни 1978 година в прилепското албанско село Житоше, тогава във Социалистическа федеративна република Югославия, днес в Северна Македония. Завършва право в Международния университет в Струга. Според собствената му автобиография завършва и право в Тетовския университет. В 2009 - 2014 година работи като журналист в Македонската радио-телевизия в Скопие.
На 30 юни 2014 година замества станалия заместник министър-председател Муса Джафери като депутат от Демократичния съюз за интеграция в Събранието на Република Македония.
След края на мандата му, отново е журналист в Македонската радио-телевизия.